# Himerometroidea
Super-famille
Les Himerometroidea sont une super-famille de comatules.

## Description et caractéristiques
Crinoïdes non pédonculés, ils s'accrochent au substrat par des cirres mobiles en forme de griffes et sont capables de se déplacer en rampant.
La bouche est en position centrale. Le centrodorsal est hémisphérique à discoïdal, sans étoile aborale. Les chausses des cirrhes n'ont pas d'ornement distinct (ou un léger anneau autour du lumen), regroupés en 1-3 gradins marginaux. La surface adorale du centrodorsal et la surface aborale des rayons sont caractérisées par des dépressions cœlomiques radiales, peu profondes, ou des sillons radiaires. La cavité centrodorsale occupe moins de 30 % du diamètre du centrodorsal. Les cirrhes sont arrondis ou carinés au niveau aboral, avec parfois des épines aborales. On note la présence d'une rosette basale, et les éléments basaux ne sont pas en forme de bâton (sauf chez certains fossiles). Les articulaires radiaux sont généralement plats, les ligaments interarticulaires présentent des fossae hautes et larges. Les muscles adoraux ont des fossae réduites. La cavité radiale est de taille modérée à large, avec des pores calcaires d'aspect spongieux. Les premières paires de brachitaxes et les premiers brachiaux libres montrent une synarthrie plate, excepté la syzygye entre les primibrachiaux chez les Zygometridae. La syzygye a lieu au niveau des éléments 3+4 ; l'intervalle de la syzygye distale est généralement large. Les pinnules orale sont parfois carinées. Les plaques couvrant les ambulacres sont discontinues ou absentes.
Il s'agit du deuxième groupe le plus représenté de comatules littorales de l'Indo-Pacifique, derrière les Comatuloidea, qui s'en distinguent par une forme en général plus buissonneuse, une taille plus grande et surtout des pinnules orales munies de peignes dentelés. 

## Liste des familles
Selon World Register of Marine Species (4 novembre 2014) :
- famille Colobometridae AH Clark, 1909 -- 18 genres
- famille Eudiocrinidae AH Clark, 1907 -- 1 genre
- famille Himerometridae AH Clark, 1907 -- 5 genres
- famille Mariametridae AH Clark, 1909 -- 7 genres
- famille Zygometridae AH Clark, 1908 -- 2 genres

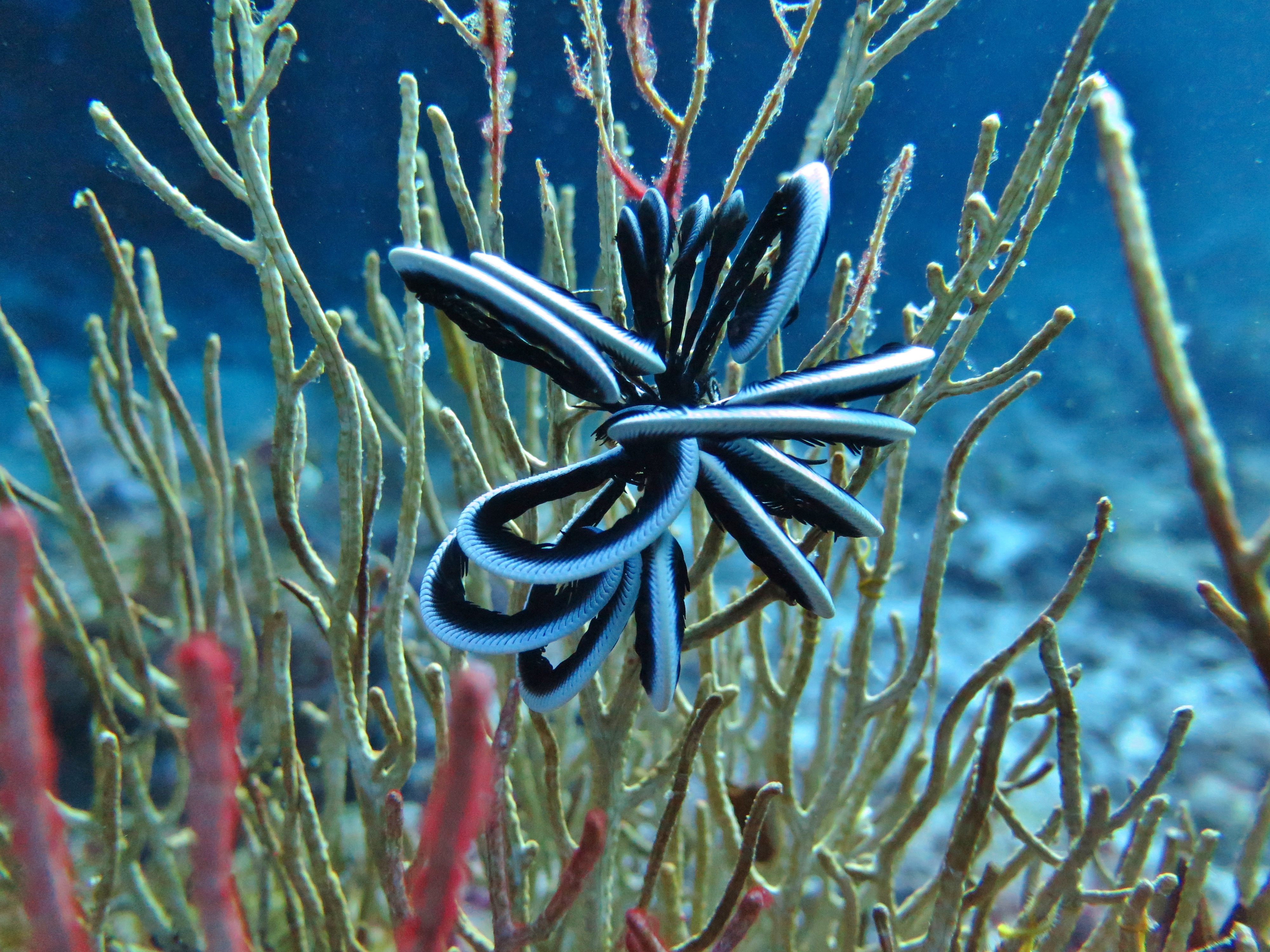
Cenometra bella, une Colobometridae
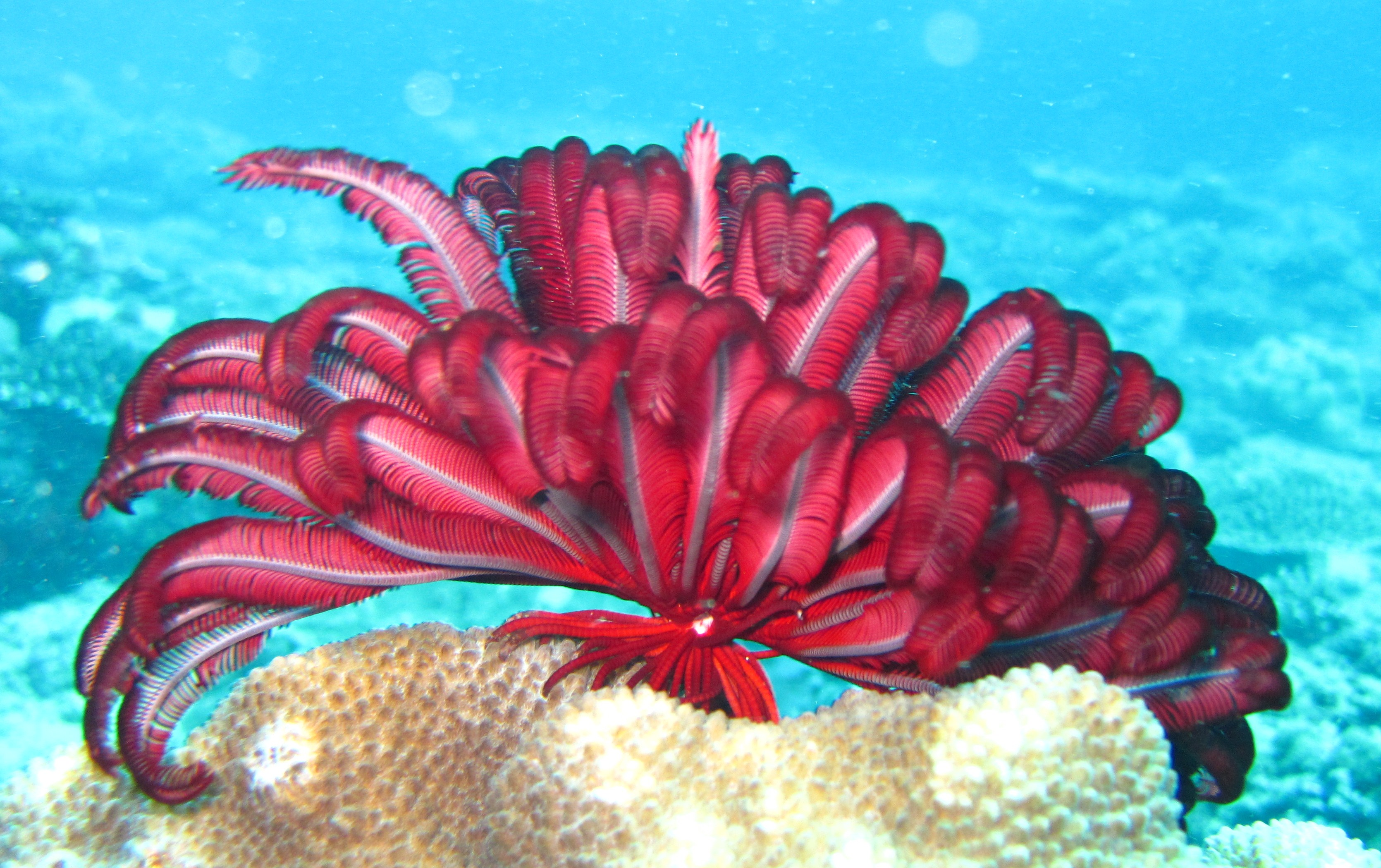
Himerometra robustipinna, une Himerometridae
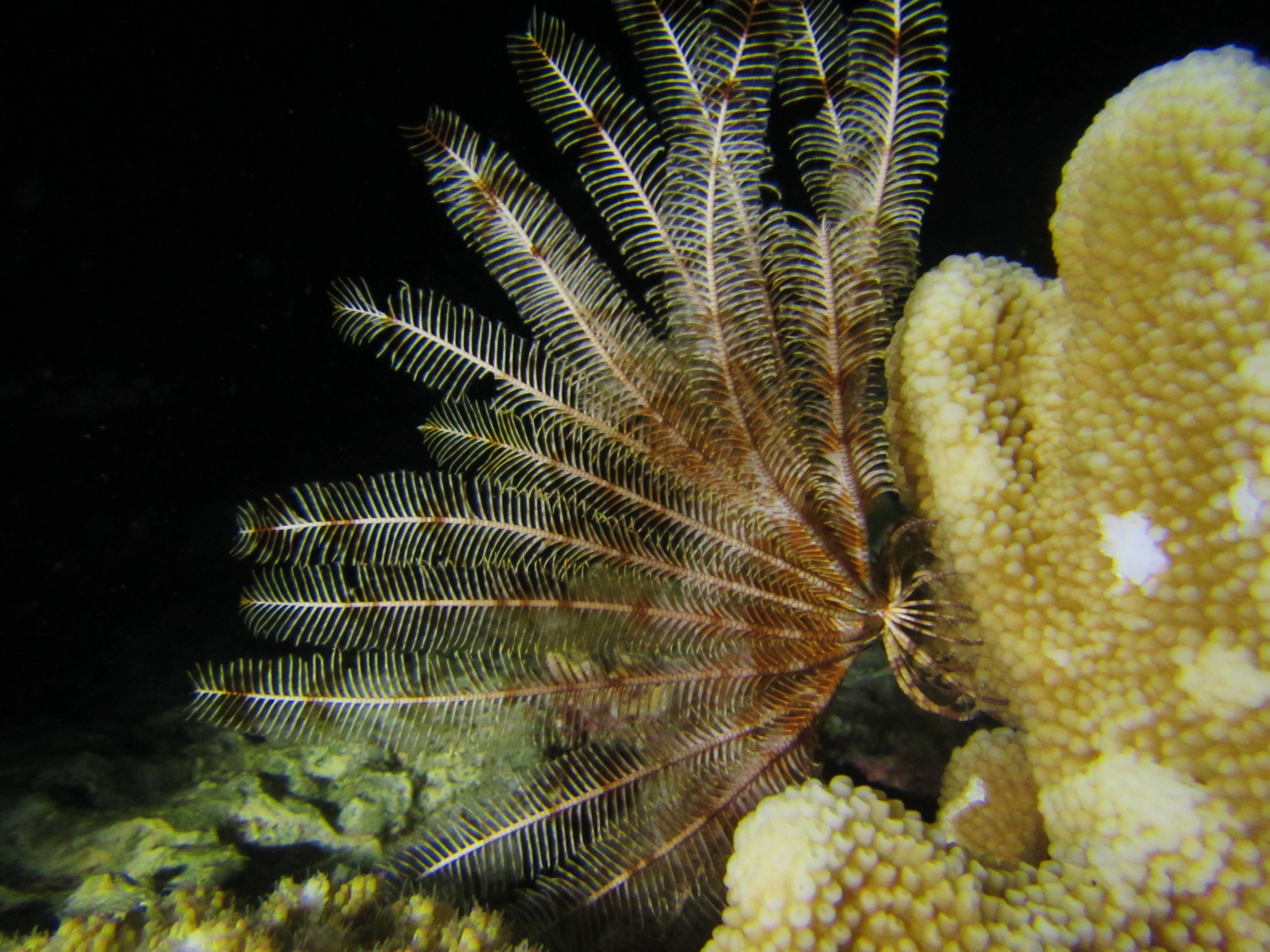
Stephanometra indica, une Mariametridae
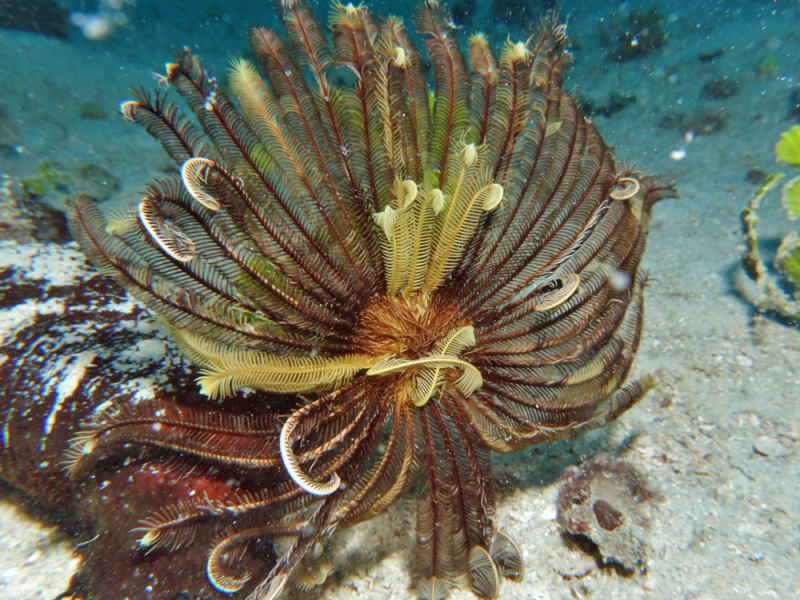
Zygometra microdiscus, une Zygometridae